# Pinczer miniaturowy
Pinczer miniaturowy (Zwergpinscher) – rasa psa zaliczana do grupy pinczerów, wyhodowana w Niemczech, użytkowana jako pies stróżujący i pies towarzyszący. Jest jedną z najmniejszych ras psa domowego. Nie podlega próbom pracy.

## Rys historyczny
Rasa pochodzi z Niemiec, wyhodowana jako zminiaturyzowana odmiana pinczera średniego bez oznak karłowatości. Te psy pochodzą z rodziny terierów, jednak stanowią oddzielną rasę. Dawniej służyły jako szczurołapy oraz były prestiżowymi psami na królewskich dworach i rezydencjach, współcześnie dotrzymują człowiekowi towarzystwa. Rasa oficjalnie została uznana w Niemczech w 1870 roku, a w 1929 roku powstał amerykański klub pinczera miniaturowego założony przez Ceasara Lazarusa.

## Wygląd

### Budowa
Pies rasy miniaturowej, proporcjonalnie zbudowany. Zarys sylwetki powinien zamykać się w kwadracie. Uszy wysoko osadzone, stojące lub załamane w kształcie litery V. Ogon osadzony wysoko, często przycięty.

### Szata
Szata krótka, raczej twarda, gładko przylegająca bez podszerstka.

### Umaszczenie
Umaszczenie czarne-podpalane lub jednolite- jasno rude do ciemno rudego. W umaszczeniu czarnym-podpalanym znaczenia występują nad oczami, na spodniej stronie szyi, na łapach do wysokości nadgarstków, wewnętrznej stronie tylnych nóg, na spodzie ogona przy jego nasadzie. Na klatce piersiowej dwa jednakowe, oddzielne trójkąty. Pożądane  są  znaczenia  jak  najbardziej  wysycone  i  wyraźnie  odgraniczone. Włos krótki, gęsty, bez przełysień, lśniący. Białe znaczenia są wadą dyskwalifikującą.

## Zachowanie i charakter
Pies o żywym temperamencie, odważny, bystry i spostrzegawczy. Lubi spacery. Ma silny instynkt łowiecki oraz stróżujący. Zazwyczaj przejawia nieufność w stosunku do obcych, bywa szczekliwy. Z racji swojej dominującej osobowości oraz przykuwającego uwagę wyglądu, rasę tę często określa się mianem "króla zabawek" ("King of the Toys"). Pinczery przywiązują się do jednego, ewentualnie dwóch członków rodziny. 

## Użytkowość
Pinczer miniaturowy jest psem do towarzystwa, wykorzystywany jest także jako pies pilnujący. Może być hodowany w małych mieszkaniach.

## Zdrowie i pielęgnacja
Sierść pinczera jest łatwa w pielęgnacji. Na jej wygląd wpływa odpowiednie żywienie bogate w NNKT oraz witaminy. U tej rasy występuje skłonność do osadzania się kamienia nazębnego. Wskazane jest przycinanie pazurów co kilka miesięcy.

## Popularność
Pinczer miniaturowy jest rasą popularną w Polsce i na świecie.

## Klasyfikacja
W klasyfikacji FCI rasa ta została zaliczona do grupy II, do sekcji psów w typie pinczera i sznaucera w podsekcji psów w typie pinczera. Zgodnie z klasyfikacją amerykańską, należy do grupy psów ozdobnych i do towarzystwa.